# Бен Џонсон (атлетичар)
Бенџамин Синклер „Бен“ Џонс (енгл. Benjamin  Sinclair "Ben" Johnson; Фалмут, Јамајка 30. децембар 1961) бивши је канадски атлетичар, који је освојио две бронзане медаље на Летњим олимпијским играма 1984. у Лос Анђелесу и златне медаље на Летњим олимпијским играма 1988. у Сеулу, која му је касније одузета. Поставио је два светска рекорда на трци на 100 mм на Светском првенству у атлетици 1987. и на Олимпијским играма 1988, али је дисквалификован због допинга, па му је одузето олимпијско злато и поништена су му оба рекорда.